# ستيفان ديميتروف (لاعب كرة طائرة)
ستيفان ديميتروف (15 مايو 1956 - ) هو لاعب كرة طائرة بلغاريا. شارك في الألعاب الأولمبية الصيفية 1980.

## وصلات خارجية
- ستيفان ديميتروف على موقع أوليمبيديا (الإنجليزية)